# Lespinasse (Haute-Garonne)
Lespinasse település Franciaországban, Haute-Garonne megyében. Lakosainak száma 3032 fő (2022. január 1.). Lespinasse Saint-Jory, Saint-Alban, Fenouillet, Gagnac-sur-Garonne és Bruguières községekkel határos.

## Népesség
A település népességének változása:
| Lakosok száma | 557  | 1002 | 1413 | 2356 | 2609 | 2652 | 2737 | 2828 | 2862 | 3032 |
|               | 1968 | 1982 | 1990 | 2006 | 2013 | 2015 | 2017 | 2019 | 2020 | 2022 |